# Krajska Ves
Krajska Ves – wieś w Chorwacji, w żupanii zagrzebskiej, w gminie Luka. W 2011 roku liczyła 144 mieszkańców.